# Reginbald II. von Dillingen

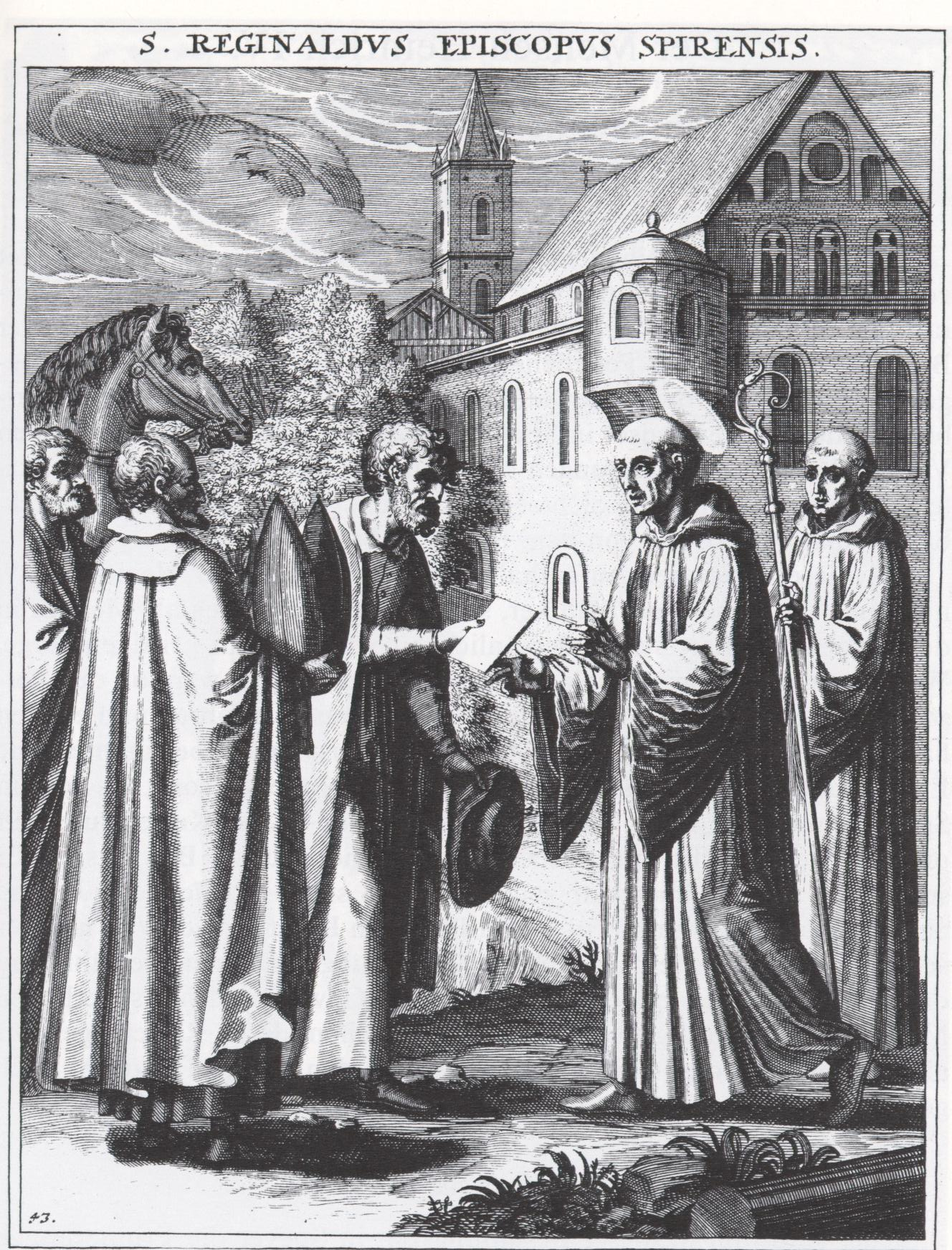
Der Speyerer Dompropst bringt Abt Reginbald die Berufung zum Bischof, aus Bavaria Sancta et Pia, 1615

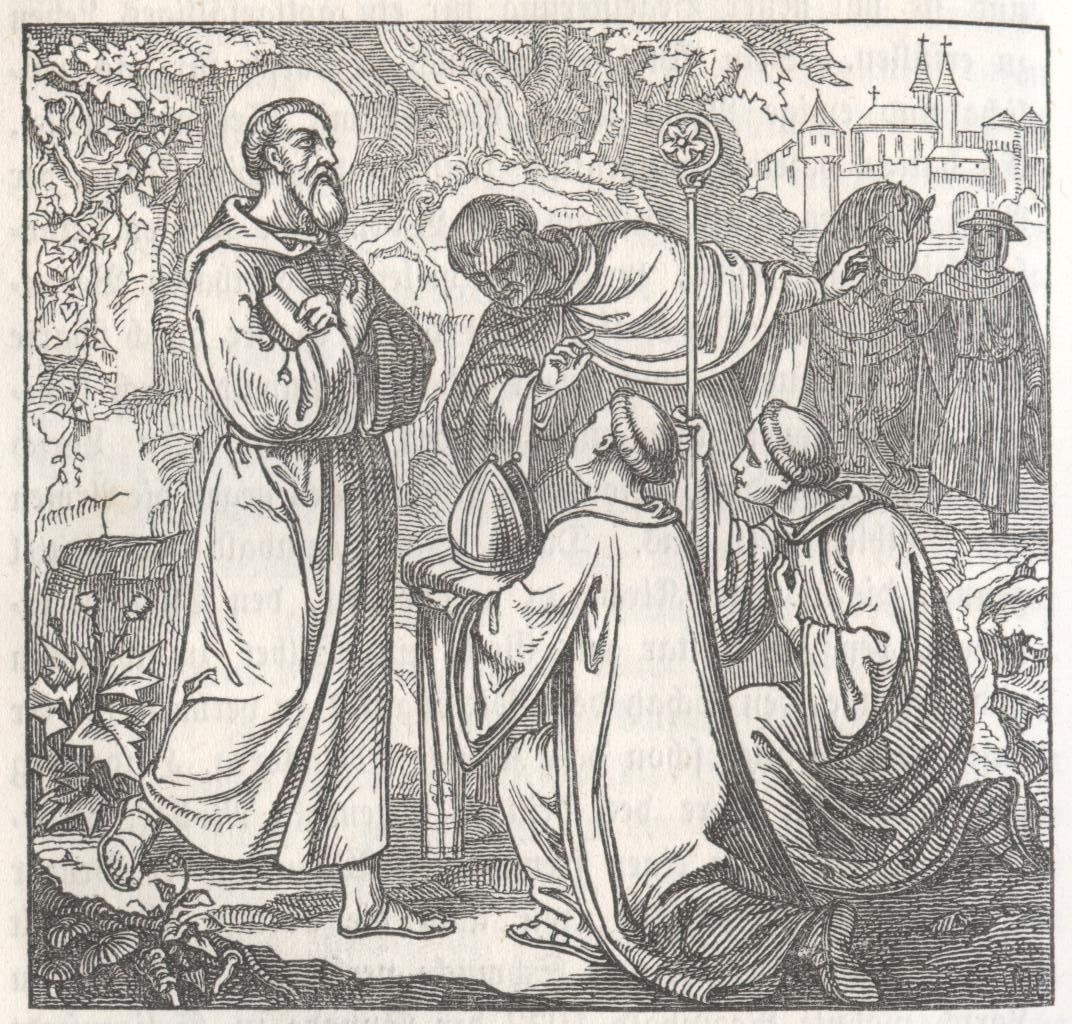
Die Speyerer Delegation überbringt Abt Reginbald die Nachricht von seiner Bischofswahl; Stich aus Bavaria Sancta von Magnus Jocham, 1861

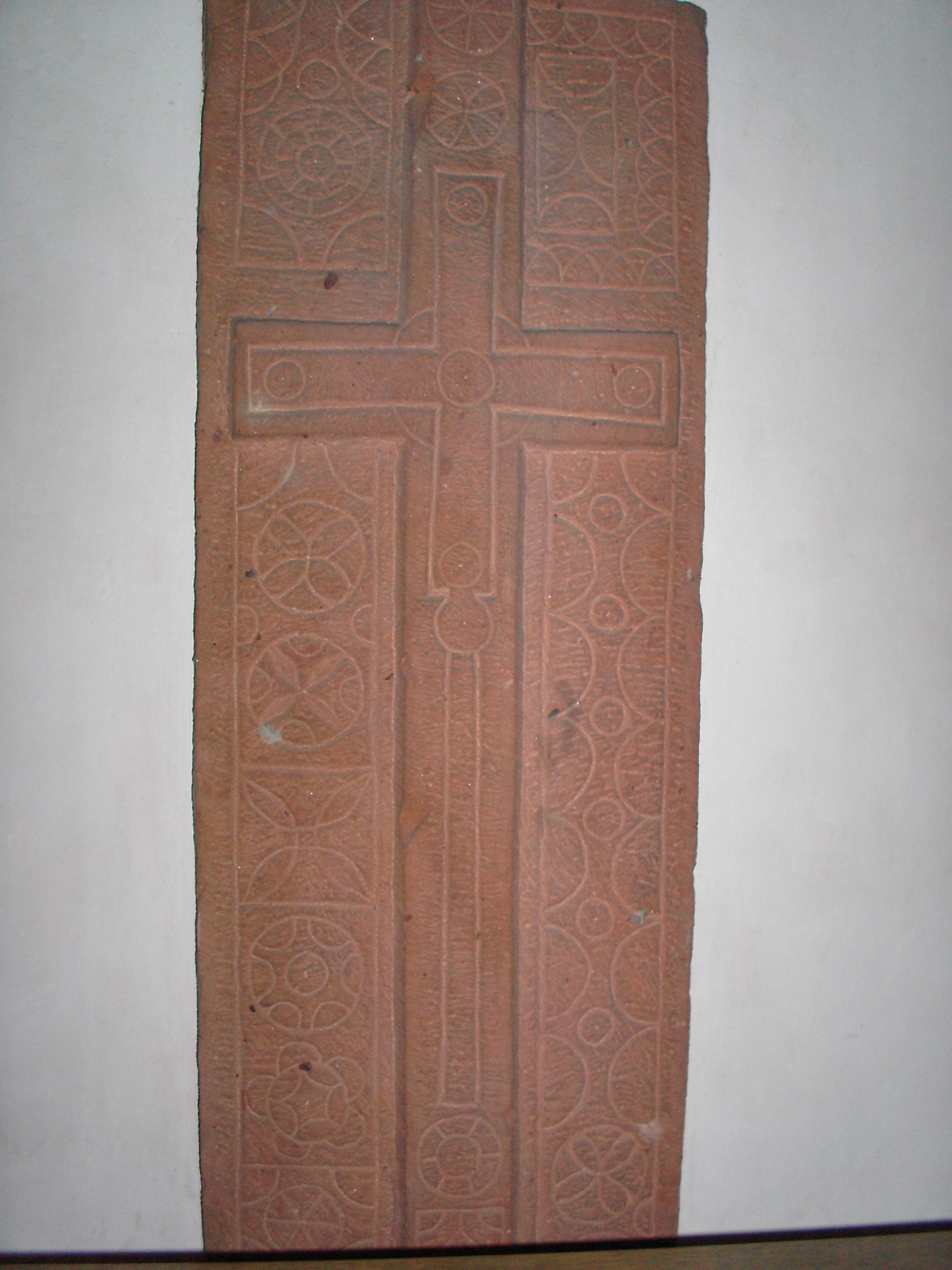
Der mutmaßliche Sargdeckel Bischof Reginbalds im Speyerer Dom.

Reginbald II. von Dillingen, auch Reginbald von Speyer († 13. Oktober 1039 in Speyer) war von 1033 bis 1039 der 27. Bischof von Speyer. Er wird als Seliger verehrt.

## Leben

### Zeit als Abt
Reginbald II. von Dillingen, auch Regimbald, Benediktiner aus dem Kloster St. Gallen, war vor seiner Zeit als Speyerer Bischof Abt von Kloster Sankt Ulrich und Afra Augsburg (um 1012–1015), dann von Kloster Ebersberg, das er aus einem Kanonikerstift in ein Benediktinerkloster umwandelte, und schließlich der Reichsabtei St. Nazarius in Lorsch (1018–1032). Von Lorsch aus gründete Reginbald die Abtei Heiligenberg, auch Michaelskloster genannt, bei Heidelberg.
1023 befand er sich mit weiteren neun Äbten auf der Mainzer Provinzialsynode unter Erzbischof Aribo in Seligenstadt, 1027 nahm er an der Synode von Frankfurt teil.

### Bischof von Speyer – Dombau
Kaiser Konrad II. berief den Mönch 1032 zum Bischof von Speyer.
Bischof Reginbald und Gumbert, Abt von Limburg waren die Hauptbaumeister am 2. Speyerer Dom. Beide kamen aus der Schule von St. Gallen, in der  besonders auch die Kenntnisse der Architektur, Geometrie und Arithmetik gelehrt wurden. Die stilistische Klarheit und die erhabene Monumentalität des Baues sind sicherlich diesen beiden Schülern von St. Gallen zu verdanken.
Dem schon vollendeten Hauptchor des Mariendomes stiftete der Oberhirte einen wertvollen Kronleuchter aus vergoldetem Kupfer, mit einer Inschrift selbstgedichteter Verse.
Der Speyerer Chronist, Domvikar Wolfgang Bauer († 1516) hat nach eigenen Angaben den Kronleuchter des Seligen Reginbald im Speyerer Dom noch selbst gesehen und überliefert uns die vom Bischof gedichtete Inschrift, die Philipp Simonis († 1587), in „Historische Beschreibung aller Bischoffen zu Speier“ ins Deutsche übersetzt hat. Während die 1. Strophe eine allgemeine Beschreibung der himmlischen Majestät Gottes ist, stellt der 2. Teil eine Widmung an Maria, die Dompatronin dar und Bischof Reginbald nennt sich auch selbst darin:

„Jungfrau, Gebärerin Gottes, der Welt Ruhm, Leben und Hoffnung, edle Knospe der Reinheit, aus Königsgeschlecht entsprossen! Aller Könige König gebarst Du zur Fülle der Zeiten, trugst das ewige Wort in Deinem jungfräulichen Schoße! Dir weihe ich dieses Werk, Reginbald, armer Bischof, für die elende Last meiner Sünden. Nein, nicht soviel bringe ich Dir dar, als ich Dir schuldig bin. So klein die Gabe, sieh doch auf mich in der Kammer Deines Herzens. Es wäre viel mehr was mein Wollen Dir zum Geschenk bereiten möchte! So sei nun Gott Vater und Sohn und Heiliger Geist mir gnädig! Er gebe mir Einsicht und beständigen guten Willen!“

1033 nahm er an der Weihe der wiedererbauten Peterskirche in Weissenburg teil, ebenso 1035 an der Weihe der Altäre im Kloster Limburg. Dort findet er sich auch 1038 unter den Synodalen, die über den kalendarischen Beginn der Adventszeit berieten. In Weissenburg hängte man in der neu geweihten Kirche einen ähnlichen Radleuchter wie in Speyer auf, von dem heute noch eine Kopie existiert. Er war so berühmt, dass Weissenburg nach diesem kronenartigen Leuchter bis ins 19. Jahrhundert hinein auch als „Kronweissenburg“ bezeichnet wurde. Möglicherweise hatte der Bischof dort die Anregung zur Stiftung des Speyerer Leuchters erhalten.    
Bischof Reginbald hatte die schon vollendete Krypta geweiht und am 3. Juli 1039  den bereits am 4. Juni in Utrecht verstorbenen Domgründer, Kaiser Konrad II., im noch nicht fertiggestellten Dom bestattet. Des Kaisers Grab erhielt am Ende des Mittelganges, im Langhaus, direkt vor der Krypta einen Ehrenplatz, wie es dem Domgründer gebührte. Bischof Reginbald starb nur kurz danach, im Oktober 1039 und bekam den zweiten Ehrenplatz im Mittelgang, direkt vor dem Sarg des Kaisers. Er wurde als der selige Bischof Reginbald von Speyer verehrt, sein Grab war eine gut besuchte Wallfahrtsstätte. Der steinerne Sargdeckel, der heute an der Wand neben dem Eingang zur Taufkapelle befestigt ist, ist mit großer Wahrscheinlichkeit der von Bischof Reginbald.

## Verehrung
Er gilt als fromm und gelehrsam, starb im Ruf der Heiligkeit und wurde besonders auch wegen seiner Mildtätigkeit für die Armen gerühmt. Reginbalds Verehrung war zumindest bis zur Reformation ungebrochen. Später geriet er etwas in Vergessenheit. Trotzdem widmet ihm Magnus Jocham noch im 19. Jahrhundert ein großes Kapitel in seiner Bavaria Sancta, in der er die bekanntesten bayerischen und pfälzischen Heiligen beschreibt. Wegen seiner Verehrung als Seliger wird Reginbald von Dillingen auch im hagiographischen Bereich dargestellt; entweder in bischöflichen Gewändern, wie er einen Kronleuchter zum Marienaltar (im Speyerer Dom) bringt, oder zuweilen als Abt, der vor der Klosterpforte die Urkunde seiner Ernennung zum Bischof entgegennimmt.
Sein Festtag ist der 13. Oktober. 
Seit 1970 ist am Speyerer Dom das Bronze-Portal der Afra-Kapelle dem Seligen Reginbald gewidmet. Es trägt den lateinischen Sinnspruch (deutsche Übersetzung):

„Augsburg schickte den Abt von Sankt Afra nach Speyer, damit er das Bistum regiere: Reginbald war es; er sah diesen Dom in seinen erhabenen Anfängen emporwachsen. – Seine Asche ruhe in heiligem Frieden!“